# Catherine Laga'aia
Catherine Laga‘aia (Sydney, 17 de dezembro de 2006) é uma atriz e cantora australiana, mais conhecida por interpretar a protagonista do filme live-action Moana. Ela é a filha mais nova, do também ator Jay Laga'aia.

## Biografia e carreira
Catherine nasceu em Sydney, Austrália, em uma família profundamente conectada às raízes samoanas. Filha mais nova do renomado ator Jay Laga’aia — conhecido mundialmente por seu papel como Capitão Typho nos filmes Star Wars: Episódio II – Ataque dos Clones e Episódio III – A Vingança dos Sith — Catherine cresceu cercada por arte, cultura e histórias que celebram a identidade dos povos do Pacífico.
Desde cedo, Catherine demonstrou interesse pelas artes cênicas, inspirada não apenas pelo legado de seu pai, mas também pela rica tradição oral e cultural de sua ancestralidade.
Sua estreia como atriz aconteceu em 2023, quando participou da minissérie australiana As Flores Perdidas de Alice Hart, baseada no romance de Holly Ringland. Na produção, estrelada por Sigourney Weaver, Catherine interpretou a versão jovem da personagem Candy, mostrando sensibilidade e talento que chamaram atenção da crítica e da indústria.
Em 2024 aos 17 anos, Catherine foi anunciada como a protagonista do aguardado live-action de Moana, da Disney. A escolha foi celebrada por fãs ao redor do mundo, especialmente por comunidades polinésias, que viram na jovem atriz uma representação autêntica e respeitosa de sua cultura. Em entrevistas, Catherine compartilhou sua emoção com o papel:
“Moana é uma das minhas personagens favoritas. Sinto-me honrada por ter a oportunidade de celebrar Samoa e todos os povos das ilhas do Pacífico, e de representar jovens que se parecem comigo.”
O filme, previsto para estrear em Julho de 2026, contará com a presença de Dwayne Johnson reprisando seu papel como Maui, além de Frankie Adams como Sina (mãe de Moana), John Tui como Chefe Tui (pai de Moana), e Rena Owen como Vovó Tala (avó de Moana). A produção promete ser uma celebração da cultura polinésia, com Catherine no centro dessa narrativa poderosa.

## Vida Pessoal
Catherine é a filha mais nova do ator Jay Laga'aia com Sandie Jane, que se casaram em 16 de Agosto de 1990. Ela possui mais outros cinco irmãos: Matthew, Josefa, Nathaniel, Jessica, e Jeremy.
Seus avós são originários de Fa‘aala, Palauli (na ilha de Savai‘i) e Leulumoega Tuai (na ilha de ‘Upolu), em Samoa — uma herança que ela carrega com orgulho e que viria a se tornar central em sua carreira.

## Filmografia

### Cinema
| Ano  | Titulo | Papel | Notas                                                           |
| ---- | ------ | ----- | --------------------------------------------------------------- |
| 2026 | Moana  | Moana | Ela cantará as musicas do filme. A estria será dia 09 de Julho. |

### Televisão
| Ano  | Titulo                           | Papel         | Notas      |
| ---- | -------------------------------- | ------------- | ---------- |
| 2023 | As Flores Perdidas de Alice Hart | Candy (jovem) | Minissérie |